# Majdan Krzywski
Majdan Krzywski (pronunciación en polaco: /ˈmajdaŋ ˈkʂɨfskʲi/: [ˈmajdaŋ ˈkʂɨfskʲi]) es un pueblo ubicado en el distrito administrativo de Gmina Łopiennik Górny, dentro del condado de Krasnystaw, voivodato de Lublin, en Polonia oriental. Se encuentra aproximadamente a 4 kilómetros al sur de Łopiennik Górny, a 9 kilómetros al oeste de Krasnystaw, y a 43 kilómetros al sureste de la capital regional Lublin.